# باول يفبفر
باول يفبفر هو محامي وسياسي كندي، ولد في 1974 في كابوسكاسينغ في كندا. حزبياً، نشط في الحزب الليبرالي الكندي. وقد انتخب عضو مجلس العموم الكندي عن دائرة Sudbury (federal electoral district) ‏ وقد انضم خلال فترته النيابية ‏ للكتلة البرلمانية الحزب الليبرالي الكندي.